# Église Saint-Martin de Clèdes
Pour les articles homonymes, voir Église Saint-Martin.
L'église Saint-Martin est située à Clèdes, dans le Tursan (Landes).
Elle a été reconstruite en 1887 avec les pierres de l'ancienne église qui avait été brûlée à la fin du XVIe siècle.